# Campeonato Citadino de Sorocaba de 1951
O Campeonato de Futebol da Liga Sorocaba de Futebol (LISOFU) de 1951 foi a décima quinta edição do Campeonato Citadino de Sorocaba, também chamado de I Torneio Extra Interno.
Disputado entre 23 de Setembro e 09 de Março de 1951 daquele ano, teve o Fortaleza, conquistando o tri-campeonato, como campeão e o Fluminense na segunda colocação.
O título foi decidido num quadrangular final com os quatro campeões de cada grupo do campeonato, foram 25 equipes participantes.
Antes do Campeonato Citadino houve um Torneio Início, promovido pela LISOFU, onde se sagrou vencedor o Floresta Futebol Clube, foi o maior Torneio Início já disputado no país, com 25 equipes, disputado em dois domingos.

## Participantes
| GRUPO 1              | GRUPO 2               | GRUPO 3             | GRUPO 4                     |
| -------------------- | --------------------- | ------------------- | --------------------------- |
| Fortaleza Clube      | Estrada F.S.FC.       | Fluminense F.C.     | Floresta F.C.               |
| Monte Castelo F.C.   | Guanabara F.C.        | Guarany F.C.        | Manchester Paulista F.C.    |
| C.A. Cruzeiro do Sul | A.A. Func. Municipais | A.A. Parada do Alto | C.A. Indiano                |
| Vila Jardim F.C.     | C.A. Expedicionários  | E.C. Avaí           | Sorocaba F.C.               |
| A.D. Vila Hortência  | C.A. Talismã          | E.C. Santana        | A.A. Ipanema                |
| Nacional A.C.        | C.A. Comerciário      | Ipiranga F.C.       | União F.C.                  |
|                      |                       |                     | A.A. Portuguesa de Esportes |

## Quadrangular final

### Tabela
TURNO
03/02/1952 - Fortaleza 4x3 Fluminense FC
03/02/1952 - Manchester FC 1x2 EF Sorocabana
10/02/1952 - EF Sorocabana 1x3 Fluminense FC
10/02/1952 - Fortaleza 4x2 Manchester FC
17/02/1952 - Fluminense FC 1x0 Manchester FC
17/02/1952 - EF Sorocabana 1x0 Fortaleza
RETURNO
24/02/1952 - EF Sorocabana 1x2 Manchester FC
24/02/1952 - Fluminense FC 2x2 Fortaleza
02/03/1952 - Manchester FC 0x3 Fortaleza
02/03/1952 - EF Sorocabana 2x1 Fluminense FC
09/03/1952 - Fluminense FC 3x2 Manchester FC
09/03/1952 - EF Sorocabana 1x4 Fortaleza

### Classificação
| 1 | Fortaleza           | 6 | 9 | 4 | 1 | 1 | 17 | 12 | 5  |
| 2 | Fluminense          | 6 | 7 | 3 | 1 | 2 | 13 | 11 | 2  |
| 3 | Estrada             | 6 | 6 | 3 | 0 | 3 | 8  | 11 | -3 |
| 4 | Manchester Paulista | 6 | 2 | 1 | 0 | 5 | 7  | 13 | -6 |
| J - Jogos; PG - Pontos ganhos; V - Vitórias; E - Empates; D - Derrotas; GP - Gols Pró; GC - Gols contra; SG - Saldo de gols |                     |   |   |   |   |   |    |    |    |

## Premiação
| Campeão Amador de Sorocaba de 1951 |
| ---------------------------------- |
| Fortaleza Clube (6º título)        |